# Néstor Silva (activista)
Néstor Armando Silva Castro (Montevideo, 22 de enero de 1956) es un cantante, músico, compositor, director de coros y activista uruguayo, reconocido mayormente por su labor como militante por los derechos de los afrodescendientes y su lucha contra el racismo.

## Biografía
Néstor Silva nació en Montevideo en 1956. Es padre de cinco hijos y abuelo de ocho nietos.
Su carrera en la música lo ha destacado como un referente en la promoción y defensa de la cultura afrodescendiente, especialmente en Montevideo. A lo largo de su trayectoria, fue un miembro activo en diversas comparsas de candombe, tales como Marabunta, Sarabanda, Mi Morena y Tronar de Tambores. En estas agrupaciones, ha utilizado el candombe y el milongón como herramientas para reivindicar las expresiones emergentes de la cultura afro, denunciando al mismo tiempo la realidad social, económica y cultural del colectivo afrouruguayo.
Silva ha impartido cursos y talleres en diversas instituciones, como el Ministerio del Interior, el Ministerio de Desarrollo Social, el Ministerio de Educación y Cultura, la Administración Nacional de Educación Pública e intendencias departamentales. Además, es autor de numerosos documentos orientados al intercambio y discusión sobre las líneas de acción estratégica y sociopolíticas de las organizaciones afrodescendientes.
Entre 2007 y 2013, fue conductor del programa radial Legado Afro en CX 30, y de 2014 a 2016 fue columnista en El Tungue Lé de Radio Uruguay. También se desempeñó como columnista especializado en el programa Todo Carnaval de TV Ciudad entre 2012 y 2013. 
En 2011, fue editor de una separata especial en el semanario Brecha, dedicada al «Año Internacional de las Personas Afrodescendientes».

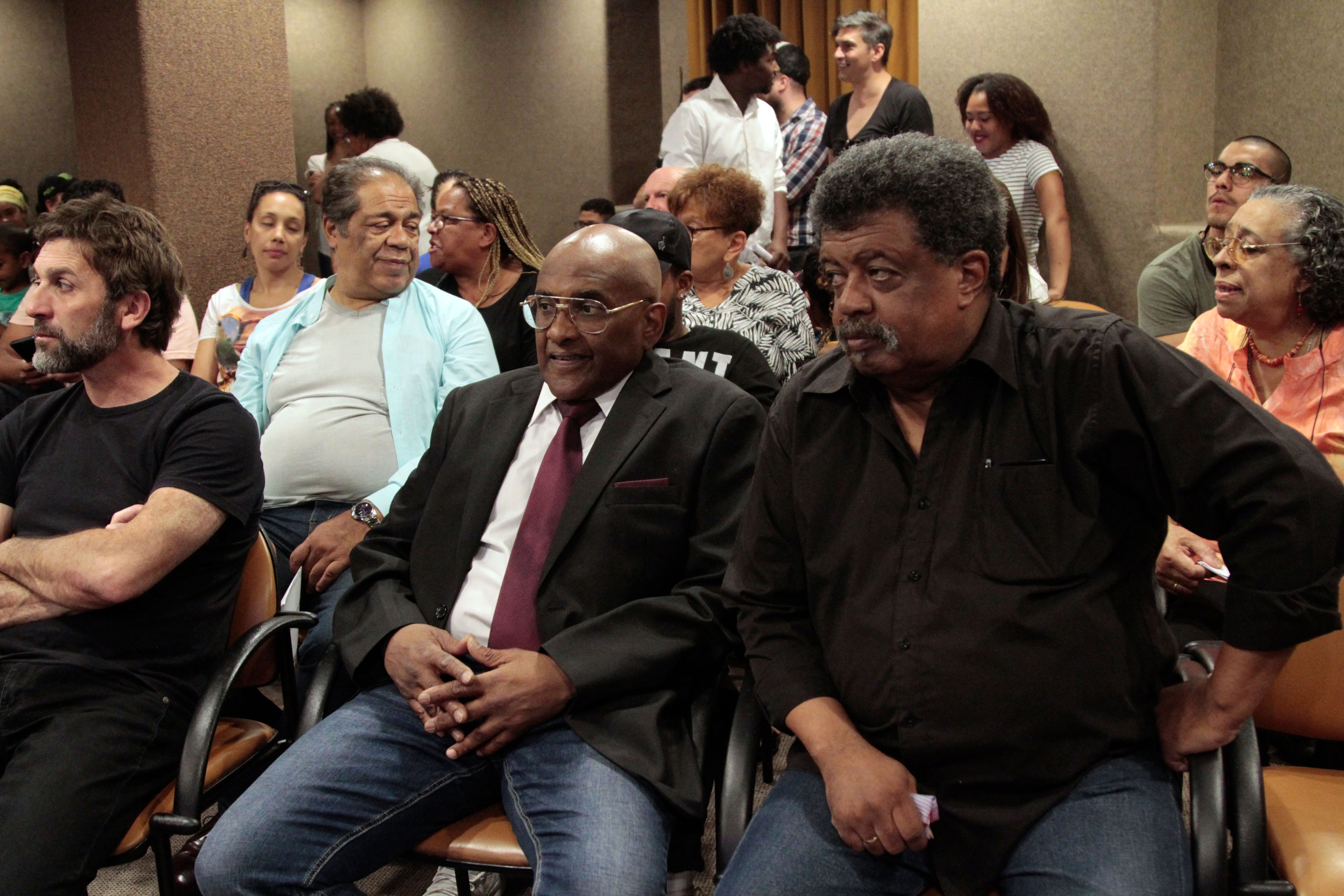
Néstor Silva en el lanzamiento del disco Música Negra en 2019

## Activismo
Desde 2005 a 2010, sirvió como coordinador de la Unidad Temática Municipal por los Derechos de los Afrodescendientes de Montevideo (actual Secretaría de Equidad Étnico Racial y Poblaciones Migrantes). También integró el Comité de Iniciativa para el Foro Regional de Organismos Municipales de Equidad Racial, realizado en la Ciudad de Panamá en noviembre de 2007, y participó en los primeros foros regionales en Quito (2008) y Tumaco (2009).
Silva fue redactor del reglamento para la categoría Asociación de Negros y Lubolos del Concurso Oficial de Agrupaciones Carnavalescas en 2010, y miembro de la Comisión Especial Delegada "Gestión del Sitio Histórico-Cultural Reus-Ansina". Hasta 2021 fue miembro de la Comisión Honoraria contra el Racismo, la Xenofobia y toda otra forma de Discriminación (CHRXD), dependiente del Ministerio de Educación y Cultura de Uruguay.
En reconocimiento a su trayectoria, fue designado por la Unesco para integrar el equipo de redacción del Plan de Acción de la Coalición Latinoamericana y Caribeña de Ciudades Contra el Racismo, la Discriminación y la Xenofobia. Además, impulsó acciones de reparación simbólica para la comunidad afrodescendiente uruguaya, especialmente en lo que respecta a los desalojos ocurridos durante la dictadura en los barrios tradicionales.

### Mundo Afro
Entre 1993 y 2019, fue integrante de la organización Mundo Afro, donde se desempeñó como director nacional. En este rol, fue autor del programa del Instituto de Arte y Cultura Afrouruguaya, una guía de acción del ex Complejo Multicultural Mundo Afro. Asimismo, fue miembro fundador y docente del Instituto de Formación Afro para los nuevos líderes afrodescendientes de Latinoamérica y el Caribe. También participó en la Alianza Estratégica Afro Latinoamericana y del Caribe entre 1999 y 2010 y representó a Mundo Afro en la Coordinadora Nacional contra el Racismo, la Discriminación, la Xenofobia y todas las formas conexas de intolerancia.
En diciembre de 2000, participó en la Conferencia Ciudadana preparatoria para la III Conferencia Mundial contra el Racismo, la Discriminación y la Xenofobia, celebrada en Santiago de Chile.